# Barbaresco (Italië)
Barbaresco is een gemeente in de Italiaanse provincie Cuneo (regio Piëmont) en telt 656 inwoners (31-12-2004). De oppervlakte bedraagt 7,6 km², de bevolkingsdichtheid is 86 inwoners per km².

## Demografie
Barbaresco telt ongeveer 278 huishoudens. Het aantal inwoners daalde in de periode 1991-2001 met 2,4% volgens cijfers uit de tienjaarlijkse volkstellingen van ISTAT.
| Jaar | Inwoneraantal |
| ---- | ------------- |
| 1991 | 657           |
| 2001 | 641           |

## Geografie
Barbaresco grenst aan de volgende gemeenten: Alba, Castagnito, Guarene, Neive, Treiso.